# Hoya obovata
Hoya obovata är en oleanderväxtart som beskrevs av Joseph Decaisne. Hoya obovata ingår i släktet Hoya och familjen oleanderväxter. Inga underarter finns listade i Catalogue of Life.